# Bulharské antimonopolní demonstrace (2013)

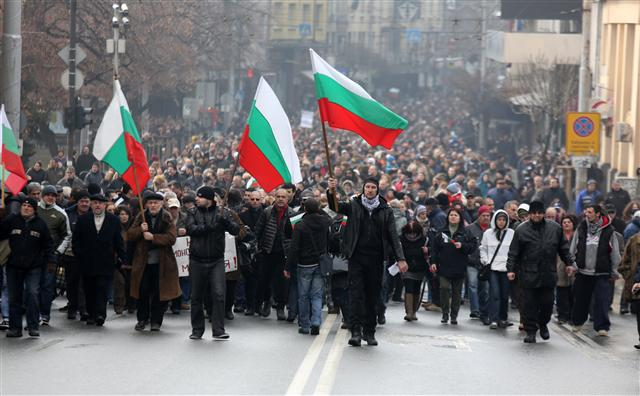
Čelo jedné z demonstrací. V průvodu nechybí bulharské vlajky.

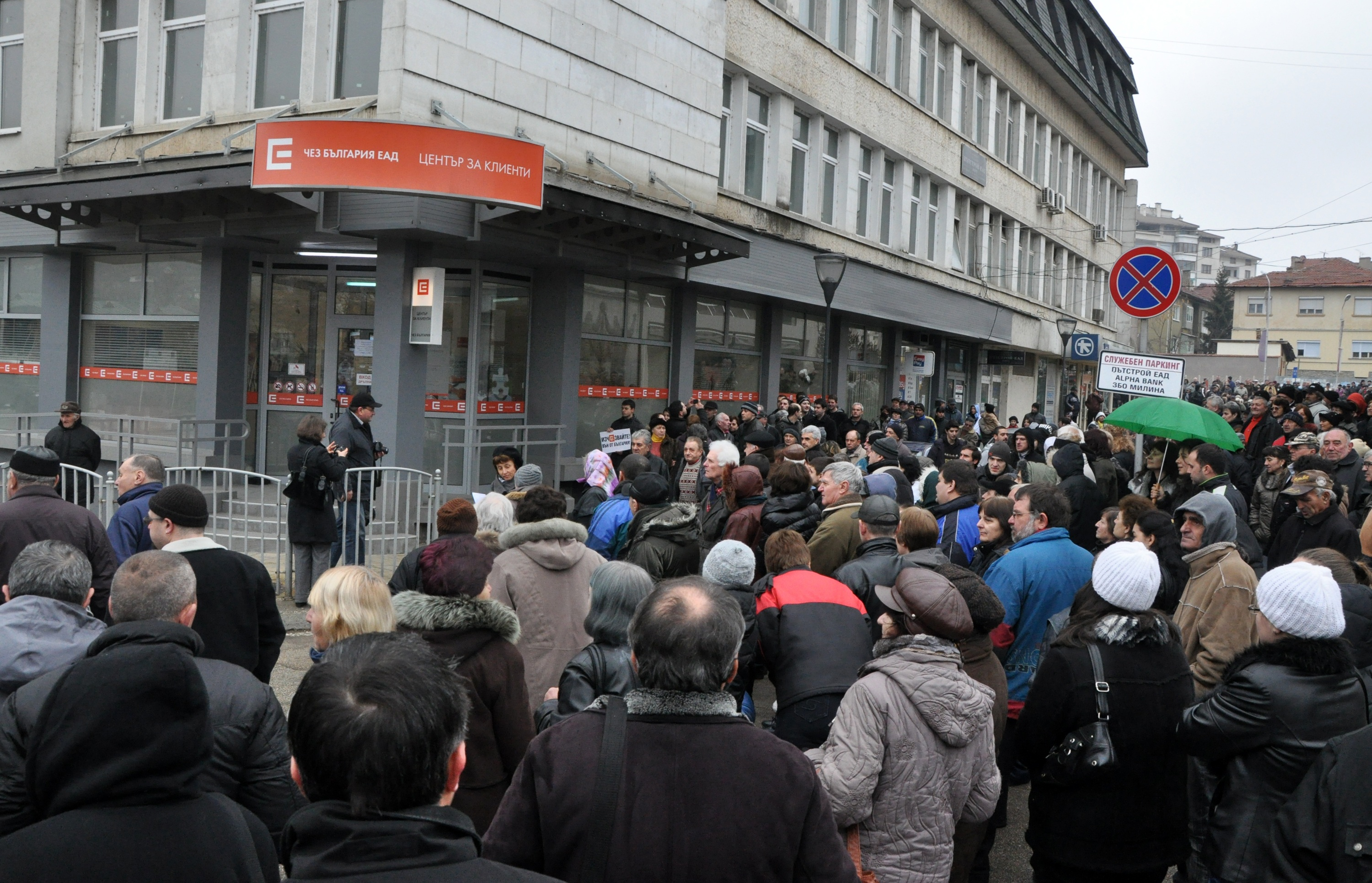
Demonstranti shromáždění před budovou ČEZu ve Varně.

Bulharské demonstrace v únoru a březnu 2013 se konaly v několika desítkách měst po celé zemi (jmenovitě např. Sofie, Blagoevgrad, Sliven, Burgas, Pleven) a vedly k pádu vlády předsedy Bojka Borisova. Zprvu se jich několik set (menší města) až tisíc lidí (metropole Sofie), vyvrcholily dne 24. února masovými shromážděními až několik tisíců/desítek[zdroj?] tisíců lidí.

## Důvody protestu
Jedním z důvodů nespokojenosti veřejnosti byl nárůst cen energie, na kterém se podílely tři bulharské energetické společnosti, včetně nadnárodní společnosti ČEZ, která také v Bulharsku působí. Nárůst cen byl v porovnání s prosincem 2010 až dvojnásobný.
Na transparentech, kteří demonstranti během jednotlivých protestů nesli byla např. hesla "долу монопола" (pryč s monopoly), "ЧЕЗ, ЕОН, ЕВН грабят от нас" (ČEZ, Eon, EVN nás okrádají), чез вън от Бъгария" (ČEZ pryč z Bulharska), изЧЕЗвайте (vypadněte), затвор за ЧЕЗ (ČEZ do vězení), "Искаме промяна" (Chceme změnu), "Върнете ни парите" (vraťte nám peníze) a další.

## Chronologický vývoj

### Protesty za odstoupení vlády
První protest veřejnosti se odehrál 5. února 2013 ve městě Blagoevgrad O pět dní později se konala další shromáždění nespokojené veřejnosti v několika dalších městech v zemi. Během těchto protestů byly v Plovdivu hodinu před půlnocí zapáleny dva automobily, patřící společnosti EVN Group.
17. února 2013 protestovalo po celém Bulharsku již několik tisíc lidí; 3000 v Sofii a 5000 před budovou Elektrodistribuce ve Varně. Celkem protesty zasáhly asi pětatřicet měst.
20. února 2013 se demonstranti pokusili vniknout do budovy sídla společnosti ČEZ Bǎlgarija, avšak v tom jim zabránily silné oddíly jednotek bulharského četnictva. Nespokojenost však Bulhaři dávali najevo i s dalšími distributory energie, mezi které patří i rakouská EVN Group. Vztek si vybíjeli i na tehdejší vládě; mnozí protestující házeli kameny na okna budovy parlamentu a dalších úřadů a zapalovali vládní auta.[zdroj?] Hlavním tématem demonstrantů se stal "boj proti monopolům", a to nejen v oblasti energetiky, vodárenství, ale také i bank, či telekomunikací.

### Rezignace vlády Bojko Borisova
Tato témata velmi rychle převzala bulharská opozice (velmi ostře se vůči nadnárodním energetickým firmám vyjadřovala např. nacionalisticky zaměřená strana ATAKA) a postupně tak dotlačila vládu strany GERB s premiérem Bojkem Borisovem k nečekané a rychlé rezignaci (19. února 2013). Mnozí demonstrující[zdroj?] však nebyli ani s tímto cílem spokojeni a žádají změnu politického systému v zemi (a rovněž i odchod zahraničních distribučních společností). Ještě téhož dne oznámil Borisov, že ČEZu bude odebrána licence a že od 1. března 2013 ceny energií klesnou o 8 %.
Ve Varně se ve vypjaté atmosféře pokusil 20. února 2013 v 7:30 místního času ráno upálit jeden z demonstrantů, amatérský fotograf Plamen Goranov. Protestoval proti Kirilu Jordanovi, starostovi města, který je – stejně jako odstoupivší premiér Bojko Borisov členem politické strany GERB.
Změnu politického systému demonstrující chápou především v podobě nové ústavy a svolání Ustavodárného shromáždění. 22. února 2013 protestovali ve Varně, kde svůj hněv nasměrovali proti tamnímu starostovi, členovi strany odstupující vlády (GERB). Do 22. února došlo rovněž k útokům na sídla dalších dvou energetických společností (které sídlí mimo Sofii, a to E.on a EVN. Bulharští demonstranti se nicméně pokusili distancovat od těchto osob, které označili za chuligány se snahou vyvolat nepokoje a střety.

### Masová demonstrace 24. února 2013

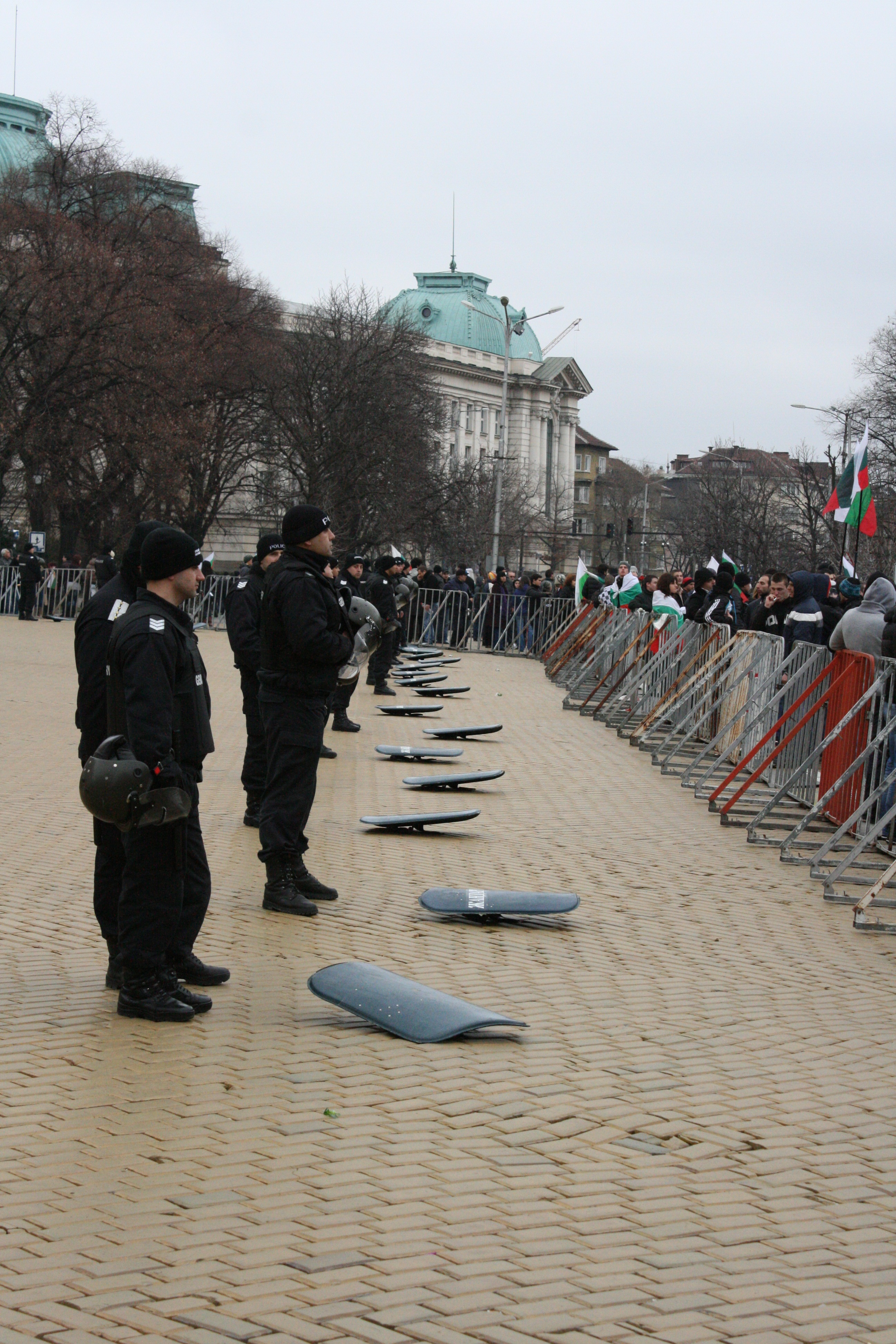
Četnictvo před Národním shromážděním bez ochranných štítů na znamení podpory protestů

23. února 2013 se sešlo okolo stovky lidí v sofijském parku u jezera Ariana. V řadě jiných měst si demonstrující přinesli účty za elektřinu a skandovali, proč mají zbytečně navíc platit. Po celém Bulharsku probíhaly přípravy na hlavní demonstraci, kterou celý řetěz protestů a nespokojenosti vyvrcholil, a která uskutečnila v neděli 24. února 2013. Hlavními tématy demonstrací byla změna politického systému, boj proti monopolismu v ekonomice, korupci v politice a požadavek svolání Ústavodárného národního shromáždění, které by změnilo bulharskou ústavu.
24. února 2013, v den volby patriarchy Bulharské pravoslavné církve, vypukly hlavní protesty. V 11:00 se sešlo několik tisíc jak před budovou bulharského parlamentu, tak i před budovou Ministerstva hospodářství. Heslem této demonstrace byla "vzpoura proti vysokým účtům" (bulharsky На бунт срещу високите сметки). Kolem poledne se shromáždilo celkem 15 000 lidí v Sofii, 10 000 lidí v Plovdivu, 3000 lidí v Perniku, 2000 lidí v Slivenu a 1000 lidí v Pazardžiku. Ve Staré Zagoře demonstrovalo v poledne 24. února 2013 proti chudobě rovněž několik tisíc lidí. Demonstrující navštívil i bulharský prezident Rosen Plevneilev.
Protesty se konaly i před budovami bulharských ambasád po celé Evropě.

### Dozvuky protestů
V poledne 25. února 2013 rovněž rezignovali i všichni členové Energetického regulačního úřadu Bulharska (Държавната комисия за енергийно и водно регулиране).
V následujících dnech protesty spíše slábly. Ty, které se odehrály v pondělí 25. 2. v Sofii byly s účastí asi 500 lidí. Svoji zlost namířili demonstrující především proti bulharskému parlamentu, před jehož sídlem se shromáždili. Na svých transparentech měli hesla jako např. "Искам да уча и живея в България" (Chtěl bych učit a žít v Bulharsku), "Всички вън" (Všichni ven). Obdobná situace byla i další den, kdy se setkalo v centru Sofie a dalších velkých bulharských měst jen několik set lidí.
28. února 2013 vyšly v platnost dodatky zákona o energetice, které umožňují Energetické regulační komisi změnit tarifní ceny energie častěji, než jedenkrát ročně. Tím tak mohla být snížena cena elektrického proudu; podle některých odhadů o 6 % a 20 % v dubnu 2013.

### Státní svátek 3. března 2013
V neděli 3. března 2013 se demonstrace opakovaly na státní svátek osvobození od turecké nadvlády. Manifestace oslav 135. výročí svobodného Bulharska se tak změnily v protivládní demonstrace. Nejvíce demonstrantů (50 000) se shromáždilo v černomořském přístavu Varna, který byl v únoru 2013 centrem protestů ze dvou důvodů; jednak kvůli kontroverznímu starostovi Kirilu Jordanovi (který v březnu 2013 oznámil, že bude rezignovat), jednak kvůli tomu, že se ve městě nacházejí sídla některých energetických společností. Ty označovali během únorových demonstrací nespokojení občané za monopoly. V Sofii protestovalo podle údajů bulharských médií 10 000 lidí, Protesty rovněž probíhaly i ve městech Burgas, Plovdiv, Veliko Tarnovo a Blagoevgrad.
Požadavky demonstrantů zůstaly stejné (požadovali především ústavní změny, větší zastoupení veřejnosti, např. i v Energetické regulační komisi, stíhání jednotlivých poslanců a změnu volebního zákona).